# Echinospartum lusitanicum
Echinospartum lusitanicum är en ärtväxtart som först beskrevs av Carl von Linné, och fick sitt nu gällande namn av Werner Hugo Paul Rothmaler. Echinospartum lusitanicum ingår i släktet Echinospartum och familjen ärtväxter.

## Underarter
Arten delas in i följande underarter:
- E. l. barnadesii
- E. l. lusitanicum